# نبرد المنصوره (۱۲۵۰)
نبرد المنصوره (انگلیسی: Battle of Al Mansurah)، نبردی‌ست میان صلیبیون به رهبری لوئی نهم و ایوبیان به رهبری المعظم توران‌شاه و فرماندهی بیبرس که در ۸ فوریه ۱۲۵۰ میان نیروهای دو طرف در منصوره رخ داد که پس از سه روز جنگ، سرانجام صلیبیون در ۱۱ فوریه از ایوبیان شکست خوردند و به سمت دمیاط عقب‌نشینی کردند.

## پس از سقوط دمیاط

### وضعیت ایوبیان
با سقوط دمیاط، شادی اردوگاه صلیبیون را فراگرفت ولی در مقابل، مسلمانان از سقوط دمیاط وحشت کرده بودند. الصالح ایوب نیز از سقوط شهر و عدم مقاومت نیرهایش خشمگین شده بود. وی تمامی زیردستانش را سرزنش و آنها را به سبب کوتاهی در دفاع از شهر نکوهش کرد و بیش از ۵۰ نفر از مردان بنی‌کنانه را که سنگرهای دفاعی خود را ترک کرده و گریخته بودند، به دار آویخت. با این حال مسئولیت عمده بر عهده فخرالدین یوسف، فرمانده سپاه ایوبی بود. اگر وی در شهر می‌ماند، می‌توانست در مقابل نیروهای صلیبی مقاومت کند و حتی مانع از ورود آنها به شهر شود. طبق گفته ژان دو ژوانویل ظاهراً فخرالدین به حکومت تمایل داشته‌است و معتقد بوده که الصالح ایوب به علت شدت بیماری‌اش از دنیا می‌رود. به همین علت وی دمیاط را ترک گفته و به اردوگاه سلطان ایوبی بازگشته است تا پس از مرگ الصالح بتواند هر مقامی برسد.
در این هنگام زیردستان سلطان ایوبی دربارهٔ آینده خود هراسان و مشکوک شدند و به فکر رهایی از دست او افتادند اما فخرالدین یوسف بین آنها و الصالح واسطه شد و آنها را به صبر دعوت کرد؛ زیرا بعد از ناامیدی پزشکان از معالجه الصالح، مریضی‌اش شدیدتر شده بود. مقریزی در باب سقوط دمیاط و مقایسه آن با سقوط آن در طی جنگ پنجم در کتاب السلوک خود گفته‌است که:
دمیاط در زمان ملک الکامل و در وقتی که صلیبیون وارد آن شدند، از نظر ذخایر و شمار مردان جنگی کم‌تر از اوضاع کنونی بود، ولی با این حال صلیبیون تا یک سال [۱۸ ماه] نتوانستند آن را تصرف کندو زمانی عده‌ای از مردم آن با وبا و گرسنگی از دنیا رفتند و این دفعه نیز گروه‌هایی از مردان شجاع بنی‌کنانه بودند لذا نتوانستند طرفی ببندند

### وضعیت صلیبیون
پس از آن که صلیبیون بر تمام آنچه از آذوقه و مواد در دمیاط بود، مسلط شدند، سریعاً سعی بر تغییر ظاهر شهر دمیاط و تبدیل آن به شهری مسیحی کردند. در اولین گام مسجد شهر را به کلیسایی به نام «نوتردام» تبدیل و اسقفی کاتولیک را برای آنجا تعیین کردند. ساختن شهر و توزیع اقطاعات بین امیران و تجار را به ۳ گروه شوالیه‌های معبد، شوالیه‌های مهمان‌نواز و شوالیه‌های تتونیک محول کردند و دمیاط در رول تابستان ۱۲۴۹ میلادی پایتخت صلیبیون در شرق شد. در این اثنا مریضی الصالح ایوب شدت گرفت؛ به گونه‌ای که نمی‌توانست از بستر بیماری برخیزد؛ بنابراین وی را با نقاله‌ای به منصوره منتقل کردند تا بر امور سپاه نظارت کند و او هم از قاهره درخواست کمک کرد. در همین اثنا بادیه‌نشینانی از ریف به راه افتادند تا این که به دیوارهای شهر دمیاط رسیدند و هر فرد صلیبی بیرون از شهر را که می‌دیدند، می‌کشتند. بدین ترتیب لوئی مجبور شد برای حفاظت از لشکریانش نگهبانانی بگمارد و به دور دیوار شهر خندقی حفر کند.
با فتح دمیاط انتظار می‌رفت که لوئی از پیروزی‌اش در دمیاط برای نابودی قدرت ایوبیان در مصر و فتح قاهره استفاده کند مخصوصاً زمانی که اوضاع داخلی ایوبیان به واسطه بیماری الصالح ایوب دشوار و ناآرام بود؛ با این حال از این فرصت نکرد و ۵ ماه در دمیاط اقامت نمود که در این زمان هیچ اتفاق خاصی رخ نداد و لوئی نیز از ضعف قوای ایوبی استفاده نکرد. طبق گفته ژان دو ژوانویل، لوئی در این زمان منتظر طغیان رودخانه نیل بود ــ که سبب شکست صلیبیون طی جنگ پنجم صلیبی شده بود ــ و همچنین وی منتظر رسیدن بردارش، آلفونس بود که به همراه کمک‌هایی که لوئی درخواست کرده بود، عازم شرق شده بود.
در اواخر ژوئیه، زمان برنامه‌ریزی برای مرحله بعدی فرا رسید. چرا که آب نیل در این زمان کم شده بود و آلفونس با امکانت همراه خود به دمیاط رسیده بود. صلیبیون در این زمان شورایی نظامی تشکیل دادند و در آن دربارهٔ اتخاذ تصمیم‌های بعدی مشورت کردند. بعضی از فرماندهان، از جمله پطرس، کنت بریتانی و امیران صلیبی شرق تأکید بر حمله به اسکندریه و تسخیر سواحل مصر را داشتند؛ مخصوصاً که در آن کشتی‌هایی بسیار برای گذشتن از شعبه رود نیل وجود داشت و لازمه این عمل آن بود که ارتباط مصر را با دنیای خارج قطع و آن را از تجارت محروم کنند. همان‌گونه که آنها فوراً برای الصالح ایوب که از ناچاری طلب صلح می‌کرد، مجلسی تشکیل دادند؛ لیکن برخی دیگر از جمله رابرت، کنت ارتوا و برادر پادشاه فرانسه، حمله به قاهره را ترجیح می‌دادند و لوئی نیز نظر آنها را برای حمله به قاهره پذیرفت.

## حمله به قاهره

### مرگ الصالح ایوب
صلیبیون و حتی مدافعان شهر با ترک خانواده‌شان در دمیاط، به کناره شرقی نیل منتقل شدند و از طریق منصوره به سمت قاهره حرکت کردند. در این زمان الصالح ایوب در منصوره از دنیا رفت. مرگ وی در این اوضاع سخت، به علت وجود فرد شایسته برای جانشینی سریع او در حکومت و در جنگ با صلیبیون خسارتی بزرگی محسوب می‌شد؛ ولی همسرش شجره‌الدر که به شرایط آشفته و ناآرام واقف بود، فوراً در صحنه حاضر شد. وی از ترس برهم خوردن اتحاد مسلمانان، مرگ همسرش را پنهان کرد. در همان زمان پیکی به نزد پسر بزرگش، توران‌شاه ــ تنها کسی که در قید حیات بود و در حصن کیفا به سر می‌برد ــ فرستاد و از وی درخواست کرد که سریعاً خود را به مصر بازگردد و اداره حکومت را برعهده بگیردو تا رسیدن وی به مصر، شجره‌الدر با همکاری وزیر فخرالدین یوسف اداره امور را بر عهده گرفت و با وجود احتیاط‌های او در مخفی نگه‌داشتن مرگ الصالح ایوب، صلیبیون از وفات وی باخبر شدند؛ لذا از این فرصت برای وارد کردن ضرباتی محکم بر مسلمانان استفاده و خود را مهیا کردند؛ زیرا این حکومت ایوبی با این وضعیت خود، طولی نمی‌کشید که مضمحل می‌شد و برا این اساس بود که صلیبیون بر حمله به قاهره اصرار ورزیدند.

### شرایط پیش از جنگ

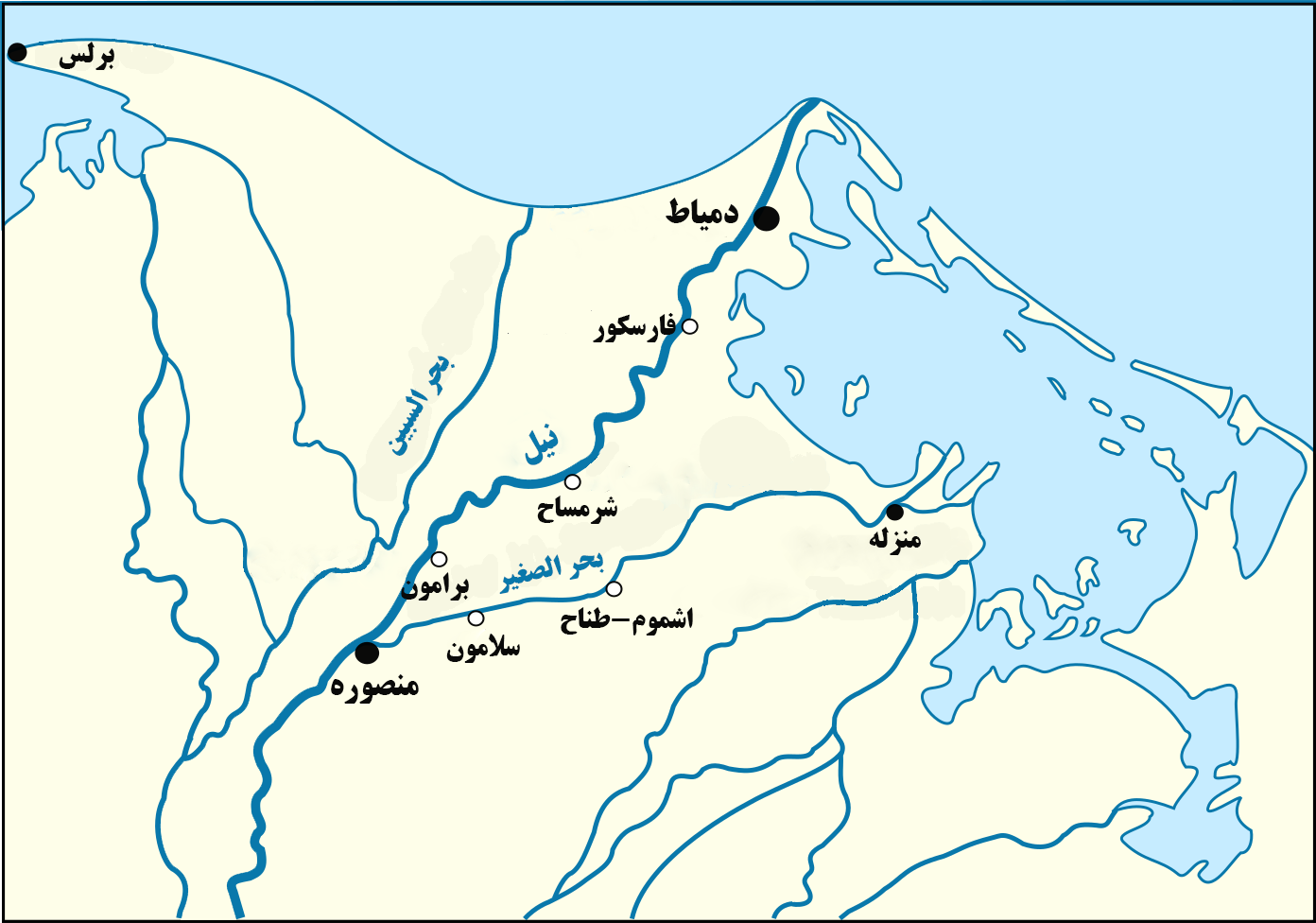
نقشه دلتالی نیل و موقعیت جغرافیایی منطقه میان دمیاط و منصوره

طبق گفته ژوانویل راهی که صلیبیون برای حرکت به سمت قاهره انتخاب کرده بودند، پر از آبراهه و قنات و شعبه‌های رودخانه نیل بود که بزرگ‌ترین آنها جزیره دمیاط یا دریای کوچک (به عربی: بحر الصغیر) بود و آن مثلثی بود که منصوره در رأس جنوب غربی آن، محلی که دریای أشموم از انشعابات دمیاط جدا می‌شد، قرار داشت و در واقع دریای أشموم مانعی در مسیر حرکت آنها بود. این شرایط موقعیت مناسبی برای امیر فخرالدین یوسف بود تا از این اوضاع طبیعی برای دشوار کردن حرکت صلیبیون استفاده کند؛ پس بیشتر قوای خود را در پشت جزیره دمیاط نگه داشت و عده‌ای سوارانش را فرستاد تا هنگام عبور از کنار هر قنات، در میان صفوف صلیبیون ناآرامی ایجاد کنند و آن‌گاه وی حمله‌های ناگهانی را بر ضد صلیبیون سازماندهی می‌کرد. با وجود حملات پراکنده نیروهای ایوبی، لوئی نهم باکندی و احتیاط جلو می‌رفت تا در ۱۴ رمضان دسامبر به برامون بین شرمساح و منصوره رسید. سپاه وی در کناره جزیره دمیاط در سمت منصوره گردهم آمدند و دریای أشموم بین آنها و مسلمانان جدایی انداخت.
لوئی نهم و سپاه صلیبی وقتی متوجه سختی شرایط شدند که تقریباً دیدند در این منطقه محاصره شده‌اند و نمی‌توانند به منصوره بروند و مسلمانان در کناره غربی رود، روبه‌وری آنها قرار دارند؛ ولی اقدام سوران ایوبی در عبور از جزیره دمیاط برای حمله به باقی مانده سپاه صلیبی را، صلیبیون ناکام گذاشتند. در ۸ فوریه ۱۲۵۰، سپاه صلیبی توانست از دریای اشموم ار راه مخاضمه سلامون با کمک یکی از مسیحیان مصر عبور کنند. شوالیه‌های معبد به‌طور ناگهانی به لشکرگاه ایوبی حمله بردند. فخرالدین یوسف مدت زمانی را برای جمع کردن افراد نیاز داشت تا از حمله آنها جلوگیری کند ولی طولی نکشید که در کمینی که شوالیه‌های معبد برای وی درست کرده بودند، افتاد. مسلمانان به دو سوی راست و چپ پراکنده شدند و عه‌ای بسیاری از جمله فخرالدین یوسف از نیروهای ایوبی کشته شدند و عده‌ای دیگر نیز به منصوره گریختند.

### نبرد المنصوره

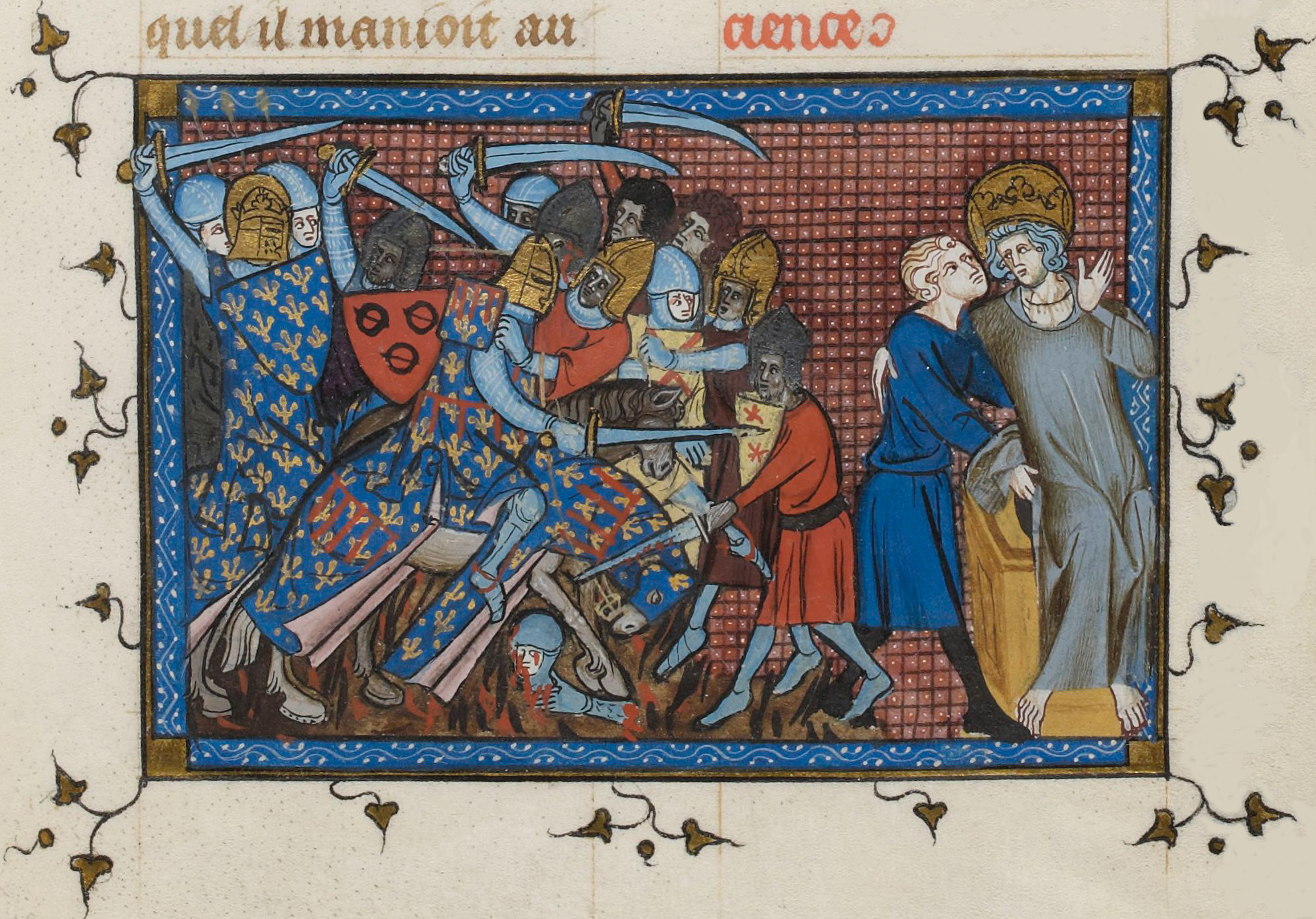
نگاره‌ای از نبرد المنصوره

با عقب‌نشینی نیروهای ایوبی به سمت دیوارهای شهر المنصوره، رابرت، کنت ارتوا، پس از گذر از گذرگاه سلامون بر اردوگاه ایوبیان مسلط شد؛ اما پس از این پیروزی به ناگاه به سمت المنصوره برای نابود کردن سپاه ایوبی حرکت کرد و با درخواست شوالیه‌های معبد مبنی بر آن که منتظر سپاه اصلی به رهبری لوئی نهم باشند و توصیه بعضی از آنها به رعایت احتیاط و پرهیز توجهی نکرد و برای حمله به سمت المنصوره شتاب نمود.
در این زمان رکن‌الدین بیبرس از فرماندهان مملوک سپاه ایوبی، در رأس سپاهی متشکل از ممالیک صالحی، فرماندهی دفاع از شهر المنصوره را بر عهده گرفت. وی سپاهش را در تقاطع راه‌ها مستقر کرد و با سواره‌نظام صلیبی که به سمت شهر حمله برده بودند، با بازگذاشتن دروازه‌های شهر رها نمود تا وارد شهر شوند و به دیوار قلعه المنصوره برسند. سپس بیبرس به همراه نیروهایش از راه‌های فرعی به سواره‌نظام صلیبی یورش برد و در نتیجه، نیروهای صلیبی به سرعت محاصره و در دام افتادن؛ بدین‌ترتیب اکثر سواره‌نظام صلیبی در محاصره نیروهای ممالیک کشته شدند. این شکست سبب شد تا موقعیت نیروهای صلیبی در برابر ایوبیان که اکنون با کمک ممالیک قدرت یافته بودند، تضعیف شود.
لوئی که از تار و مار شدن سواره‌نظامش ناراحت بود، برای مقابله با نیروهای مملوک دست به آماده‌سازی نیروهایش برای مقابله با ممالیک زدو وی ابتدا دستور ساخت پلی از صنوبر بر روی مدخل جزیره دمیاط را صادر کرد تا بتواند همراه با سپاه خود از روی آن عبور کند و همچنین کمانداران خود را دور از نیل مستقر کرد تا هنگام عبور نیروهایش از پل، در صورت ضرورت از آنها مراقبت کند؛ اما نیروهای ممالیک موقعیت خود تا ۱۱ فوریه ترک نکردند. در این زمان ممالیک دست به حمله‌ای به سمت لشکرگاه صلیبی بردند که با مقاومت نیروهای صلیبی به فرماندهی لوئی عقب‌نشینی کردند و به المنصوره بازگشتند.

#### ورود توران‌شاه به صحنه نبرد و نبرد فاریسکور
با وود عقب‌راندن نیروهای ایوبی، صلیبیون در شرایط سختی قرار داشتند؛ آذوقه آنها کم شده بود و تعدادی از نیروهای خود در نبرد المنصوره و دفاع از لشکرگاه از دست داده بودند؛ همچنین بیماری‌های مختلف در اردوگاه آنها رواج پیدا کرده بود. با این حال لوئی به مدت ۸ هفته در اردوگاه خود در برابر شهر المنصوره منتظر ماند تا شاید به واسطه‌ای اخباری که به وی رسیده بود، کودتایی در مصر صورت گیرد تا بتواند از موقعیت مناسب حداکثر استفاده را ببرد.
توران‌شاه پس از آن که در راه عزیمت به مصر، در دمشق به عنوان سلطان برگزیده شد، در ۲۱ فوریه ۱۲۵۰، به المنصوره رسید. در همان زمان مرگ الصالح ایوب اعلام شد و شجره‌الدر اداره امور را به وی سپرد. توران‌شاه برای پیروزی کامل بر نیروهای صلیبی دست به طراحی نقشه‌ای زد که متضمن پیروزی آنها بر لوئی نهم بود. وی دستور داد تا مجموعه‌ای از کشتی‌های کوچک بسازند و آنها را به شاخه‌های مختلف نیل سفلی منتقل کنند و در آبراهه‌هایی که از آنها منشعب می‌شدند، مستقر شوند تا به کشتی‌های صلیبی حامل آذوقه حمله برند. با این کار ارتباط صلیبیون با دمیاط و مرکز تدارکات‌شان مسدود شد. طبق گفته مقریزی صلیبیون با این اقدام توران‌شاه، تعداد زیادی از کشتی‌های خود که شمار آنها به ۵۸ می‌رسید از دست دادند. بدین‌گونه امدادرسانی به صلیبیون به‌طور کامل قطع شد و وضعیت آنها دشوارتر از قبل شد و سرانجام با این اقدام در محاصره نیروهای ایوبی قرار گرفتند.>
لوئی با پی بردن به شرایط پیش آماده، دریافت که امکان حمله به سمت قاهره وجود ندارد لذا دستور بازگشت و عقب‌نشینی به سمت دمیاط را صادر نمود. نیروهای صلیبی تمامی چوب و الوارهایی که در اختیار داشت را به آتش کشیدند. همچنین مرکب‌های خود را از بین بردند تا بتوانند به سمت دمیاط فرار کنندو لوئی در این زمان دریافت که عقب‌نشینی به سمت دمیاط راحت نخواهد بود چرا که نیروهای ایوبی و ممالیک به تعقیب آنها خواهند آمد؛ لذا پیش از آغاز عملیات عقب‌نشینی، بع مذاکره با توران‌شاه توسل کرد؛ بر این اساس پیشنهاد داد که دمیاط را در مقابل به دست آوردن اورشلیم ترک کند اما به واسطه وضعیت و موقعیت ضعیف‌تر وی نسبت به توران‌شاه، سلطان ایوبی پیشنهاد وی را رد کرد.>
در بامداد آوریل ۱۲۵۰ عقب‌نشینی صلیبیون آغاز شد. اما در حین فرار مهندسان صلیبی فراموش کردند پلی را که برای گذر از نهر کوچک ساخته بودند، خراب کنند؛ لذا طولی نکشید که ممالیک به دنبال سپاه صلیبی از پل گذشتند و عملیات تعقیبی منظم را اجرا کردند و از از سو به سمت آنها حمله بردند. با وجود حملات صلیبیون، صلیبیون توانستند با مقاومت به شرمساح واقع ذر میانه راه المنصوره و دمیاط برسند ولی در آنجا لوئی بیمار شد و ممالیک موفق شدند نیروهای صلیبی را محاصره و در فارسکور از همه سو به نیروهای صلیبی حمله کنند. لوئی بیمار نتوانست در برابر نیروهای ایوبی پایداری کند و سرانجام پس از محاصره نیروهایش، از نیروای ایوبی شکست سختی خود و تقریباً تمامی نیروهایش کشته، مجروح یا اسیر شدند. خود لوئی نیز پس از شکست اسیر شد و در میان اسرا به المنصوره منتقل و طبق گفته مقریزی و نویری در خانه ابراهیم بن لقمان حبس شد. بدین ترتیب جنگ هفتم صلیبی که با تدارکات عظیمی از جانب جهان مسیحیت لاتینی آغاز شده بود، با شکست سخت نیروهای صلیبی به پایان رسید.>